# Море Селіш
Море Селіш (англ. Salish Sea) — водна система, розташована на Північно-Західному узбережжі Північної Америки та охоплює протоку Джорджія, П'юджет-Саунд та протоку Хуан-де-Фука, а також всі прибережні частини Тихого океану від міста Тамуотер в південній частині П'юджет-Саунд до Десолейш-Саунд в північній частині протоки Джорджія. Вперше цю назву вжив морський біолог Берт Веббер з міста Беллінгхем (Вашингтон) 1988 року для активізації загального захисту вод та екосистем проток Джорджія, Хуан-де-Фука та П'юджет-Саунд.
Просування цього терміна Веббером призвело до прийняття назви «Море Селіш» штатом Вашингтон, США, і виданням рекомендації до прийняття топонімічною інформаційною системою Британської Колумбії, Канада. Проте, прийняття нової назви не призвело до зникнення старих назв, як того домагався Веббер. Опоненти цієї назви стверджують, що цей регіон є мережею  проток та заток. Інші заперечують прийняття терміна з історичних причин та сумніваються в аргументованості назви «селіш» (так називається мовна сім'я, мовами якої розмовляють індіанські народи, що проживають на берегах цього моря).